# Fédération des parents d'élèves de l'enseignement public
Pour les articles homonymes, voir Peep.
 (avril 2016).
La Fédération des parents d'élèves de l'enseignement public (PEEP) est, avec la Fédération des conseils de parents d'élèves (FCPE) et l'Union nationale des associations autonomes de parents d'élèves (UNAAPE) ou (APE), l'une des trois principales fédérations de parents d'élèves de l'enseignement public en France quant au nombre d'adhérents et la deuxième quant au nombre de voix obtenues aux élections des représentants des parents d'élèves derrière la FCPE.

## Historique
La première association de parents d'élèves a été créée en 1906 au lycée Carnot avec pour exigence fondamentale, l'indépendance politique et religieuse. Elle est suivie par d'autres associations qui se regroupent dès 1910 et créent en 1926 la Fédération des associations de parents d’élèves des lycées et collèges (FAPELC)  afin de pouvoir dialoguer avec les pouvoirs publics. La FAPELC obtient en 1928 la parution d'un décret permettant la représentation des parents d'élèves dans les collèges.
La FAPELC est reconnue d'utilité publique en 1962 et devient en 1966 la fédération des Parents d’élèves de l’enseignement public (PEEP) pour élargir son champ à tout le système scolaire. En 1968 est créée la section regroupant les parents d'élèves scolarisés dans l'enseignement agricole, l'UFA, aujourd'hui PEEP-Agri. En 1970 est créée la section regroupant les parents d'étudiants, l'UFU, aujourd'hui PEEP-Sup. En 1971 est créée l'Union fédérale des associations de parents d'élèves de l'étranger (UFAPE), à ne pas confondre avec la Fédération des associations de parents d’élèves des établissements d’enseignement français à l’étranger (FAPÉE), association majoritaire dans le réseau, créée en 1980.
La PEEP participe dans les années 1980, avec d'autres associations, à la création de l'Association européenne des parents d'élèves (EPA - European Parents’ Association), au cours d'une décennie qui voit le renforcement du rôle des parents d'élèves, dans la pratique comme dans la loi.
En décembre 2018, pendant le mouvement des "Gilets jaunes", alors que les lycéens manifestent dans plusieurs villes de France, la PEEP appelle au calme, dans le sillage de l'appel similaire du ministre de l'Éducation Jean-Michel Blanquer et condamne les violences, en mettant en avant le fait que « les jeunes peuvent tenir des assemblées générales dans les lycées » et en parler librement à leurs professeurs. À la suite de blessures de lycéens par des tirs de flasball dans le Val-de-Marne, la FCPE réclame qu'une enquête soit ouverte tandis que la PEEP locale demande de la « transparence » sur ce qui s'est passé. Myriam Menez, présidente de la PEEP dans ce département, souligne dans les médias que  « la police a sorti l'artillerie lourde, alors que la situation semblait calme selon elle ».
Lors de l'attentat de Conflans-Sainte-Honorine, le porte-parole national Hubert Salaun, s'adresse aux professeurs affectés par l'assassinat de l'un d'entre eux, Samuel Paty, en ces termes : « ne renoncez pas à transmettre ces valeurs de la République et de l'école ». Cécile Ribet-Retel, présidente locale de la PEEP, souligne les risques causés par le rôle des réseaux sociaux et que les enseignants du collège attaqué par un assassin islamiste « étaient soudés autour de Samuel Paty, qu'ils appréciaient beaucoup » et que « tous l'ont soutenu en disant que son cours était parfait ». Elle alerte sur l'ampleur prise par la polémique qui a précédé, « due à la diffusion sur les réseaux sociaux » d'une vidéo dénonçant la victime.

## Organisation
La PEEP est une association déclarée dans le cadre de la loi de 1901 et reconnue d'utilité publique à laquelle adhèrent des associations locales qui sont elles-mêmes des associations loi de 1901. Ces associations locales peuvent couvrir aussi bien un ou plusieurs établissements qu'une ville entière ; elles sont donc de tailles très variables. Dans la plupart des départements existe également une association départementale à laquelle adhèrent les associations locales du département, ainsi que les adhérents individuels ne disposant pas d'une association locale constituée.
La PEEP est dotée d'un conseil d'administration de 15 membres. Elle est présente dans tous les secteurs de l'enseignement public, de l'école maternelle à l'université.
Elle est représentée dans toutes les instances où les parents ont voix au chapitre : (conseil d'école, d'administration, conseil de classe, conseil départemental de l'Éducation nationale, Conseil supérieur de l'éducation (CSE), CNESER, CSLMD (comité de suivi des cycles Licence, Master et Doctorat), commissions spécialisées et groupes de travail, etc. Ses mandataires dialoguent avec les chefs d'établissement, le ministère de l'Éducation nationale, les élus, les syndicats, etc.
Dans les médias, la PEEP se dit à multiples reprises « apolitique »,,.

## Liste des présidents
| Nom                 | Mandat              | Commentaire |
| ------------------- | ------------------- | ----------- |
| Pierre Armand       | 1968-1974           | [ 12 ]      |
| Antoine Lagarde     | 1974-1980           |             |
| Jean-Marie Schléret | 1980-1986           |             |
| Jacques Hui         | 1986-1991           |             |
| Joëlle Longueval    | 1991-1992           |             |
| Jean-Pierre Bocquet | 1992-1998           |             |
| Christian Janet     | 1998-2003           |             |
| Josette Daniel      | 2003-2006           |             |
| Anne Kerkhove       | 2006-2009           | [ 13 ]      |
| Philippe Vrand      | 2009-2011           | [ 14 ]      |
| Claudine Caux       | mars à mai 2011     | [ 15 ]      |
| Valérie Marty       | 2011-2017           |             |
| Gérard Pommier      | 2017-2021           | [ 16 ]      |
| Olivier Toutain     | 2021 à 2024         | [ 17 ]      |
| Christine Messié    | déc 2024 à mai 2025 |             |
| Emmanuel Garot      | mai 2025 à ce jour  |             |

#### Cadre d'intervention de la PEEP
- associations de parents d'élèves
- conseils d'école
- conseils d'administration
- conseils de classe

#### Autres fédérations de parents
- FCPE (Fédération des conseils de parents d'élèves)
- Apel (Association des parents d'élèves de l'enseignement libre)
- Union nationale des associations autonomes de parents d'élèves